# Méricourt (Yvelines)
Méricourt is een gemeente in het Franse departement Yvelines (regio Île-de-France) en telt 392 inwoners (2005). De plaats maakt deel uit van het arrondissement Mantes-la-Jolie.

## Geografie
De oppervlakte van Méricourt bedraagt 2,1 km², de bevolkingsdichtheid is 186,7 inwoners per km².
De onderstaande kaart toont de ligging van Méricourt (Yvelines) met de belangrijkste infrastructuur en aangrenzende gemeenten.

## Demografie
Onderstaande figuur toont het verloop van het inwonertal (bron: INSEE-tellingen).